# Élections municipales de 2017 dans Vaudreuil-Soulanges
Pour un article plus général, voir Élections municipales de 2017 en Montérégie.
Cet article concerne les élections municipales de 2017 en Montérégie dans la municipalité régionale de comté de Vaudreuil-Soulanges.

## Rivière-Beaudette
| Candidats pour la mairie | Vote            | %               |
| ------------------------ | --------------- | --------------- |
| Patrick Bousez (Sortant) | Sans opposition | Sans opposition |

| Candidats conseiller #1 | Vote            | %               |
| ----------------------- | --------------- | --------------- |
| France Rivet (Sortante) | Sans opposition | Sans opposition |

| Candidats conseiller #2 | Vote            | %               |
| ----------------------- | --------------- | --------------- |
| Tammy Titley (Sortante) | Sans opposition | Sans opposition |

| Candidats conseiller #3 | Vote | %     |
| ----------------------- | ---- | ----- |
| Réjean Fournier         | 319  | 56,56 |
| Patrick Authier         | 245  | 43,44 |

| Candidats conseiller #4 | Vote            | %               |
| ----------------------- | --------------- | --------------- |
| André Beaudin (Sortant) | Sans opposition | Sans opposition |

| Candidats conseiller #5 | Vote            | %               |
| ----------------------- | --------------- | --------------- |
| Dany Paquet (Sortant)   | Sans opposition | Sans opposition |

| Candidats conseiller #6  | Vote            | %               |
| ------------------------ | --------------- | --------------- |
| Ghyslain Maheu (Sortant) | Sans opposition | Sans opposition |

- Démission d'André Beaudin, conseiller #4, autour peu avant le 11 décembre 2019[1].

## Saint-Télesphore
| Candidats pour la mairie       | Vote | %     |
| ------------------------------ | ---- | ----- |
| Yvon Bériault (Sortant)        | 213  | 53,79 |
| Martin Grenier                 | 108  | 27,27 |
| Luc Boivin                     | 75   | 18,94 |
| Taux de participation : 66,2 % |      |       |

| Candidats conseiller #1   | Vote            | %               |
| ------------------------- | --------------- | --------------- |
| Raymond Leclair (Sortant) | Sans opposition | Sans opposition |

| Candidats conseiller #2    | Vote            | %               |
| -------------------------- | --------------- | --------------- |
| François D'André (Sortant) | Sans opposition | Sans opposition |

| Candidats conseiller #3  | Vote            | %               |
| ------------------------ | --------------- | --------------- |
| Robert Théorêt (Sortant) | Sans opposition | Sans opposition |

| Candidats conseiller #4 | Vote            | %               |
| ----------------------- | --------------- | --------------- |
| Paul Gauthier (Sortant) | Sans opposition | Sans opposition |

| Candidats conseiller #5 | Vote            | %               |
| ----------------------- | --------------- | --------------- |
| Kim Jones (Sortante)    | Sans opposition | Sans opposition |

| Candidats conseiller #6     | Vote            | %               |
| --------------------------- | --------------- | --------------- |
| Jean-Marie Lavoie (Sortant) | Sans opposition | Sans opposition |

- Démission de Kim Jones, conseillère #5, le mars 2019[2]
  - Linda Major est proclamée élue, sans opposition au poste de conseillère #5 le 21 janvier 2020[3],[4].

| Candidats conseiller #5 | Vote            | %               |
| ----------------------- | --------------- | --------------- |
| Linda Major             | Sans opposition | Sans opposition |

## Saint-Polycarpe
| Candidats pour la mairie    | Vote            | %               |
| --------------------------- | --------------- | --------------- |
| Jean-Yves Poirier (Sortant) | Sans opposition | Sans opposition |

| Candidats conseiller #1 | Vote | %     |
| ----------------------- | ---- | ----- |
| François Lalonde        | 441  | 68,48 |
| Elodie Séguin-Pineault  | 203  | 31,52 |

| Candidats conseiller #2 | Vote | %     |
| ----------------------- | ---- | ----- |
| Pascal Pilon (Sortant)  | 422  | 65,83 |
| Jean Desrochers         | 219  | 34,17 |

| Candidats conseiller #3 | Vote            | %               |
| ----------------------- | --------------- | --------------- |
| Pierre Regimbald        | Sans opposition | Sans opposition |

| Candidats conseiller #4  | Vote | %     |
| ------------------------ | ---- | ----- |
| François Perreault       | 403  | 62,19 |
| Guylaine Myre (Sortante) | 245  | 37,81 |

| Candidats conseiller #5 | Vote            | %               |
| ----------------------- | --------------- | --------------- |
| Normand Vincent         | Sans opposition | Sans opposition |

| Candidats conseiller #6 | Vote            | %               |
| ----------------------- | --------------- | --------------- |
| Roger Bourbonnais       | Sans opposition | Sans opposition |

## Saint-Zotique
| Candidats pour la mairie     | Vote  | %     |
| ---------------------------- | ----- | ----- |
| Yvon Chiasson (Sortant)      | 1 777 | 52,92 |
| René Saint-Onge              | 824   | 24,54 |
| Danny Vernier                | 757   | 22,54 |
| Taux de participation : 54 % |       |       |

| Candidats conseiller #1 | Vote | %     |
| ----------------------- | ---- | ----- |
| Jonathan Anderson       | 407  | 68,17 |
| Denise Martin           | 190  | 31,83 |

| Candidats conseiller #2 | Vote | %     |
| ----------------------- | ---- | ----- |
| Franco Caputo (Sortant) | 276  | 52,27 |
| Paul Forget             | 252  | 47,73 |

| Candidats conseiller #3 | Vote | %     |
| ----------------------- | ---- | ----- |
| Patrick Lecuyer         | 275  | 60,57 |
| Jean Hébert             | 179  | 39,43 |

| Candidats conseiller #4 | Vote | %     |
| ----------------------- | ---- | ----- |
| Éric Lachance (Sortant) | 355  | 64,90 |
| Michel Clément          | 192  | 35,10 |

| Candidats conseiller #5     | Vote | %     |
| --------------------------- | ---- | ----- |
| Jean-Pierre Daoust          | 290  | 51,33 |
| Patrice Hovington (Sortant) | 275  | 48,67 |

| Candidats conseiller #6   | Vote | %     |
| ------------------------- | ---- | ----- |
| Pierre Chiasson (Sortant) | 424  | 66,15 |
| Réjean Cauchon (Sortant)  | 161  | 25,12 |
| Sylvain Gendron           | 56   | 8,74  |

## Les Coteaux
| Candidats pour la mairie                    | Vote | %     |
| ------------------------------------------- | ---- | ----- |
| Denise Godin-Dostie (Sortante)              | 784  | 47,57 |
| Sylvie Joly (Sortante d'un autre poste)     | 481  | 29,19 |
| Martin Chartrand (Sortant d'un autre poste) | 383  | 23,24 |
| Taux de participation : 40,9 %              |      |       |

| Candidats district #1 | Vote | %     |
| --------------------- | ---- | ----- |
| Myriam Sauvé          | 162  | 52,43 |
| Guy Fortier           | 147  | 47,57 |

| Candidats district #2 | Vote            | %               |
| --------------------- | --------------- | --------------- |
| Dominic Léger         | Sans opposition | Sans opposition |

| Candidats district #3        | Vote            | %               |
| ---------------------------- | --------------- | --------------- |
| François Deschamps (Sortant) | Sans opposition | Sans opposition |

| Candidats district #4 | Vote | %     |
| --------------------- | ---- | ----- |
| Michel Joly           | 175  | 53,85 |
| Alain De Lafontaine   | 150  | 46,15 |

| Candidats district #5  | Vote | %     |
| ---------------------- | ---- | ----- |
| Sylvain Brazeau        | 165  | 61,57 |
| Michel Marin (Sortant) | 103  | 38,43 |

| Candidats district #6             | Vote            | %               |
| --------------------------------- | --------------- | --------------- |
| Jocelyne Bishop Ménard (Sortante) | Sans opposition | Sans opposition |

## Coteau-du-Lac
| Candidats pour la mairie                    | Vote  | %     |
| ------------------------------------------- | ----- | ----- |
| Andrée Brosseau (Sortante d'un autre poste) | 1 176 | 37,24 |
| Daniel Madore                               | 1 000 | 31,67 |
| Guy Jasmin (Sortant)                        | 982   | 31,10 |
| Taux de participation : 58,6 %              |       |       |

| Candidats district Léon-Giroux (1) | Vote | %     |
| ---------------------------------- | ---- | ----- |
| Alain Laprade                      | 304  | 53,52 |
| Sébastien Daoust-Charest           | 264  | 46,48 |

| Candidats district Georges-Jules Beaudet (2) | Vote | %     |
| -------------------------------------------- | ---- | ----- |
| François Vallières                           | 270  | 51,72 |
| Marc-André Simard                            | 166  | 31,80 |
| André-Gilles Sauvé                           | 86   | 16,48 |

| Candidats district Elzéar Deguire (3) | Vote | %     |
| ------------------------------------- | ---- | ----- |
| David-Lee Amos                        | 286  | 58,73 |
| Jacques Delisle (Sortant)             | 201  | 41,27 |

| Candidats district Hubert-Saint-Amour (4) | Vote | %     |
| ----------------------------------------- | ---- | ----- |
| Nathalie Clermont (Sortante)              | 456  | 66,47 |
| Cassandre Dandurand                       | 230  | 33,53 |

| Candidats district Julien Cuierrier (5) | Vote | %     |
| --------------------------------------- | ---- | ----- |
| Christian Thauvette (Sortant)           | 200  | 45,35 |
| Mario Cadieux                           | 165  | 37,41 |
| Alexandre Côté                          | 76   | 17,23 |

| Candidats district Édouard-Dumesnil (6) | Vote | %     |
| --------------------------------------- | ---- | ----- |
| Michael Sarrazin                        | 234  | 57,78 |
| Gilles Daoust                           | 171  | 42,22 |

## Saint-Clet
| Candidats pour la mairie | Vote            | %               |
| ------------------------ | --------------- | --------------- |
| Daniel Beaupré (Sortant) | Sans opposition | Sans opposition |

| Candidats conseiller #1    | Vote            | %               |
| -------------------------- | --------------- | --------------- |
| Denise Lefebvre (Sortante) | Sans opposition | Sans opposition |

| Candidats conseiller #2  | Vote            | %               |
| ------------------------ | --------------- | --------------- |
| Jacques Besner (Sortant) | Sans opposition | Sans opposition |

| Candidats conseiller #3          | Vote            | %               |
| -------------------------------- | --------------- | --------------- |
| Marie-Andrée Clermont (Sortante) | Sans opposition | Sans opposition |

| Candidats conseiller #4 | Vote            | %               |
| ----------------------- | --------------- | --------------- |
| Jacques Pilon (Sortant) | Sans opposition | Sans opposition |

| Candidats conseiller #5 | Vote | %     |
| ----------------------- | ---- | ----- |
| Mylène Labre            | 335  | 62,73 |
| Bart Sellitto (Sortant) | 199  | 37,27 |

| Candidats conseiller #6 | Vote            | %               |
| ----------------------- | --------------- | --------------- |
| Josée Farand (Sortante) | Sans opposition | Sans opposition |

## Les Cèdres
| Candidats pour la mairie   | Vote            | %               |
| -------------------------- | --------------- | --------------- |
| Raymond Larouche (Sortant) | Sans opposition | Sans opposition |

| Candidats district #1 | Vote            | %               |
| --------------------- | --------------- | --------------- |
| Michel Proulx         | Sans opposition | Sans opposition |

| Candidats district #2   | Vote            | %               |
| ----------------------- | --------------- | --------------- |
| Serge Clément (Sortant) | Sans opposition | Sans opposition |

| Candidats district #3   | Vote            | %               |
| ----------------------- | --------------- | --------------- |
| Aline Trudel (Sortante) | Sans opposition | Sans opposition |

| Candidats district #4 | Vote | %     |
| --------------------- | ---- | ----- |
| Bernard Daoust        | 188  | 87,04 |
| Bernard Tardif        | 28   | 12,96 |

| Candidats district #5 | Vote | %     |
| --------------------- | ---- | ----- |
| Louis Thauvette       | 175  | 52,24 |
| Yves Daoust (Sortant) | 160  | 47,76 |

| Candidats district #6 | Vote | %     |
| --------------------- | ---- | ----- |
| Marcel Guérin         | 52   | 64,20 |
| Nelson Raposo         | 29   | 35,80 |

## Pointe-des-Cascades
| Candidats pour la mairie  | Vote            | %               |
| ------------------------- | --------------- | --------------- |
| Gilles Santerre (Sortant) | Sans opposition | Sans opposition |

| Candidats conseiller #1 | Vote            | %               |
| ----------------------- | --------------- | --------------- |
| Olivier Doyle (Sortant) | Sans opposition | Sans opposition |

| Candidats conseiller #2 | Vote            | %               |
| ----------------------- | --------------- | --------------- |
| Martin Juneau (Sortant) | Sans opposition | Sans opposition |

| Candidats conseiller #3  | Vote            | %               |
| ------------------------ | --------------- | --------------- |
| Pierre Lalonde (Sortant) | Sans opposition | Sans opposition |

| Candidats conseiller #4 | Vote            | %               |
| ----------------------- | --------------- | --------------- |
| Peter Michael Zytynsky  | Sans opposition | Sans opposition |

| Candidats conseiller #5 | Vote | %     |
| ----------------------- | ---- | ----- |
| Girard Rodney           | 213  | 58,52 |
| Kerrilee Sheppard       | 151  | 41,48 |

| Candidats conseiller #6 | Vote | %     |
| ----------------------- | ---- | ----- |
| Mario Vallée            | 252  | 68,29 |
| Carl Giguère (Sortant)  | 117  | 31,71 |

- Élection partielle au poste de maire 
  - Organisée à la suite de la démission du maire Gilles Santerre en janvier 2020[5].
  - Intérim assuré par Pierre Lalonde, conseiller #3, à titre de maire-suppléant[5].
  - Élection par acclamation de Pierre Lalonde, conseiller #3, en 4 septembre 2020[6].

| Candidats pour la mairie                  | Vote            | %               |
| ----------------------------------------- | --------------- | --------------- |
| Pierre Lalonde (Sortant d'un autre poste) | Sans opposition | Sans opposition |

- Élection partielle au poste de conseiller #3 le 13 décembre 2020[7].
  - Organisée en raison de l'élection à la mairie de Pierre Lalonde, précédemment conseiller #3
  - Élection de Benoit Durant au poste de conseiller #3[8].

| Candidats conseiller #3 | Vote | %    |
| ----------------------- | ---- | ---- |
| Benoit Durand           | 112  | 82,4 |
| Cynthia Morin           | 24   | 17,6 |

## L'Île-Perrot
| Candidats pour la mairie       | Vote  | %     |
| ------------------------------ | ----- | ----- |
| Pierre Séguin                  | 1 711 | 58,74 |
| Marc Roy (Sortant)             | 1 202 | 41,26 |
| Taux de participation : 35,7 % |       |       |

| Candidats district des Outaouais (1) | Vote | %     |
| ------------------------------------ | ---- | ----- |
| Nancy Pelletier (Sortante)           | 230  | 63,89 |
| Yann Sauvé                           | 130  | 36,11 |

| Candidats district de Brucy (2) | Vote | %     |
| ------------------------------- | ---- | ----- |
| Marc Deslauriers                | 299  | 50,76 |
| Daniel Taillefer (Sortant)      | 114  | 19,35 |
| Alain Fernand Fortin            | 90   | 15,28 |
| Gaëtane Trempe Köszegi          | 86   | 14,60 |

| Candidats district du Parc (3) | Vote | %     |
| ------------------------------ | ---- | ----- |
| Gabrielle Labbé                | 235  | 57,04 |
| Marcel Rainville (Sortant)     | 177  | 42,96 |

| Candidats district du Versant (4) | Vote            | %               |
| --------------------------------- | --------------- | --------------- |
| Karine Bérubé                     | Sans opposition | Sans opposition |

| Candidats district de l'Anse (5) | Vote | %     |
| -------------------------------- | ---- | ----- |
| Kim Comeau (Sortant)             | 451  | 68,65 |
| Michel Pilon                     | 120  | 18,26 |
| Pierre Rivard                    | 86   | 13,09 |

| Candidats district de la Perdriole (6) | Vote | %     |
| -------------------------------------- | ---- | ----- |
| Mathieu Auclair                        | 288  | 66,36 |
| Daniel Leblanc (Sortant)               | 146  | 33,64 |

## Notre-Dame-de-l'Île-Perrot
| Partis | Partis          | Candidats pour la mairie   | Vote            | %               |
| ------ | --------------- | -------------------------- | --------------- | --------------- |
|        | Option citoyens | Danie Deschênes (Sortante) | Sans opposition | Sans opposition |

| Partis | Partis          | Candidats district #1 | Vote            | %               |
| ------ | --------------- | --------------------- | --------------- | --------------- |
|        | Option citoyens | Natalia Pereira       | Sans opposition | Sans opposition |

| Partis | Partis          | Candidats district #2 | Vote | %     |
| ------ | --------------- | --------------------- | ---- | ----- |
|        | Option citoyens | Bruno Roy (Sortant)   | 277  | 82,44 |
|        | Indépendant     | Alain Guy             | 59   | 17,56 |

| Partis | Partis          | Candidats district #3   | Vote            | %               |
| ------ | --------------- | ----------------------- | --------------- | --------------- |
|        | Option citoyens | Daniel Lauzon (Sortant) | Sans opposition | Sans opposition |

| Partis | Partis          | Candidats district #4    | Vote            | %               |
| ------ | --------------- | ------------------------ | --------------- | --------------- |
|        | Option citoyens | Bernard Groulx (Sortant) | Sans opposition | Sans opposition |

| Partis | Partis          | Candidats district #5    | Vote | %     |
| ------ | --------------- | ------------------------ | ---- | ----- |
|        | Option citoyens | Normand Pigeon (Sortant) | 559  | 85,87 |
|        | Indépendant     | Mahfuzur Rahman Khan     | 92   | 14,13 |

| Partis | Partis          | Candidats district #6  | Vote | %     |
| ------ | --------------- | ---------------------- | ---- | ----- |
|        | Option citoyens | Jean Fournel (Sortant) | 341  | 62,98 |
|        | Indépendant     | Michela Belmonte       | 192  | 36,02 |

## Pincourt
| Candidats pour la mairie | Vote            | %               |
| ------------------------ | --------------- | --------------- |
| Yvan Cardinal (Sortant)  | Sans opposition | Sans opposition |

| Candidats conseiller #1     | Vote            | %               |
| --------------------------- | --------------- | --------------- |
| Alexandre Wolford (Sortant) | Sans opposition | Sans opposition |

| Candidats conseiller #2    | Vote | %     |
| -------------------------- | ---- | ----- |
| Denise Bergeron (Sortante) | 787  | 92,26 |
| Marc Dagenais              | 66   | 7,74  |

| Candidats conseiller #3 | Vote | %     |
| ----------------------- | ---- | ----- |
| Sam Ierfino (Sortant)   | 371  | 70,27 |
| Marnie McCarrick        | 157  | 29,73 |

| Candidats conseiller #4 | Vote | %     |
| ----------------------- | ---- | ----- |
| Diane Boyer (Sortante)  | 409  | 69,68 |
| Claude Comeau           | 178  | 30,32 |

| Candidats conseiller #5 | Vote | %     |
| ----------------------- | ---- | ----- |
| Claudine Girouard-Morel | 276  | 48,94 |
| John Kinnear            | 148  | 26,24 |
| Ndiallo Aw Badji        | 74   | 13,12 |
| Denys Fournier          | 66   | 11,70 |

| Candidats conseiller #6   | Vote            | %               |
| ------------------------- | --------------- | --------------- |
| René Lecavalier (Sortant) | Sans opposition | Sans opposition |

## Terrasse-Vaudreuil
| Partis | Partis                 | Candidats pour la mairie  | Vote            | %               |
| ------ | ---------------------- | ------------------------- | --------------- | --------------- |
|        | Équipe Michel Bourdeau | Michel Bourdeau (Sortant) | Sans opposition | Sans opposition |

| Partis | Partis                 | Candidats conseiller #1   | Vote | %     |
| ------ | ---------------------- | ------------------------- | ---- | ----- |
|        | Indépendant            | Nathalie Perreault        | 454  | 61,43 |
|        | Équipe Michel Bourdeau | Roger D'Antonio (Sortant) | 285  | 38,57 |

| Partis | Partis                 | Candidats conseiller #2  | Vote            | %               |
| ------ | ---------------------- | ------------------------ | --------------- | --------------- |
|        | Équipe Michel Bourdeau | Julien Leclerc (Sortant) | Sans opposition | Sans opposition |

| Partis | Partis                 | Candidats conseiller #3       | Vote | %     |
| ------ | ---------------------- | ----------------------------- | ---- | ----- |
|        | Équipe Michel Bourdeau | Jean-Pierre Brazeau (Sortant) | 370  | 50,20 |
|        | Indépendant            | Alain Beauregard              | 367  | 49,80 |

| Partis | Partis                 | Candidats conseiller #4           | Vote | %     |
| ------ | ---------------------- | --------------------------------- | ---- | ----- |
|        | Équipe Michel Bourdeau | Audrey Dépault                    | 381  | 51,70 |
|        | Indépendant            | David Beauregard-Paquin (Sortant) | 356  | 48,30 |

| Partis | Partis                 | Candidats conseiller #5 | Vote | %     |
| ------ | ---------------------- | ----------------------- | ---- | ----- |
|        | Indépendant            | Jimmy Robert            | 442  | 59,73 |
|        | Équipe Michel Bourdeau | Andrew Reynolds         | 298  | 40,27 |

| Partis | Partis                 | Candidats conseiller #6      | Vote | %     |
| ------ | ---------------------- | ---------------------------- | ---- | ----- |
|        | Équipe Michel Bourdeau | Yves de Repentigny (Sortant) | 414  | 56,25 |
|        | Indépendant            | Maxim Frenette               | 322  | 43,75 |

## Vaudreuil-Dorion
| Partis                         | Partis                                | Candidats pour la mairie | Vote  | %     |
| ------------------------------ | ------------------------------------- | ------------------------ | ----- | ----- |
|                                | Parti de l'Action de Vaudreuil-Dorion | Guy Pilon (Sortant)      | 6 411 | 63,62 |
|                                | Équipe Nous sommes - Team we are      | Pierre Séguin            | 3 666 | 36,38 |
| Taux de participation : 37,1 % |                                       |                          |       |       |

| Partis | Partis                                | Candidats district Quinchien (1) | Vote | %     |
| ------ | ------------------------------------- | -------------------------------- | ---- | ----- |
|        | Parti de l'Action de Vaudreuil-Dorion | Josée Clément                    | 725  | 56,51 |
|        | Équipe Nous sommes - Team we are      | Chantal Brunet                   | 558  | 43,49 |

| Partis | Partis                                | Candidats district Valois (2) | Vote | %     |
| ------ | ------------------------------------- | ----------------------------- | ---- | ----- |
|        | Parti de l'Action de Vaudreuil-Dorion | François Séguin (Sortant)     | 769  | 59,75 |
|        | Équipe Nous sommes - Team we are      | Sylvie Gordian                | 518  | 40,25 |

| Partis | Partis                                | Candidats district Des Bâtisseurs (3) | Vote | %     |
| ------ | ------------------------------------- | ------------------------------------- | ---- | ----- |
|        | Parti de l'Action de Vaudreuil-Dorion | Jasmine Sharma                        | 754  | 61,05 |
|        | Équipe Nous sommes - Team we are      | Anita Ali                             | 481  | 38,95 |

| Partis | Partis                                | Candidats district De la Seigneurie (4) | Vote | %     |
| ------ | ------------------------------------- | --------------------------------------- | ---- | ----- |
|        | Parti de l'Action de Vaudreuil-Dorion | Céline Chartier (Sortante)              | 859  | 60,79 |
|        | Équipe Nous sommes - Team we are      | Karine Roy                              | 554  | 39,21 |

| Partis | Partis                                | Candidats district Des Chenaux (5) | Vote | %     |
| ------ | ------------------------------------- | ---------------------------------- | ---- | ----- |
|        | Parti de l'Action de Vaudreuil-Dorion | Diane Morin                        | 763  | 56,98 |
|        | Équipe Nous sommes - Team we are      | Delphine Camet                     | 576  | 43,02 |

| Partis | Partis                                | Candidats district Saint-Michel (6) | Vote | %     |
| ------ | ------------------------------------- | ----------------------------------- | ---- | ----- |
|        | Parti de l'Action de Vaudreuil-Dorion | Gabriel Parent (Sortant)            | 742  | 61,07 |
|        | Équipe Nous sommes - Team we are      | Marc Langlois                       | 473  | 38,93 |

| Partis | Partis                                | Candidats district Desrochers (7) | Vote | %     |
| ------ | ------------------------------------- | --------------------------------- | ---- | ----- |
|        | Parti de l'Action de Vaudreuil-Dorion | Paul M. Normand (Sortant)         | 720  | 62,88 |
|        | Équipe Nous sommes - Team we are      | Julien Bédard                     | 425  | 37,12 |

| Partis | Partis                                | Candidats district De la Baie (8) | Vote | %     |
| ------ | ------------------------------------- | --------------------------------- | ---- | ----- |
|        | Parti de l'Action de Vaudreuil-Dorion | Paul Dumoulin (Sortant)           | 759  | 64,71 |
|        | Équipe Nous sommes - Team we are      | Daniel Landry                     | 414  | 35,29 |

## Vaudreuil-sur-le-Lac
| Candidats pour la mairie | Vote            | %               |
| ------------------------ | --------------- | --------------- |
| Claude Pilon (Sortant)   | Sans opposition | Sans opposition |

| Candidats conseiller #1    | Vote            | %               |
| -------------------------- | --------------- | --------------- |
| Ginette Bradley (Sortante) | Sans opposition | Sans opposition |

| Candidats conseiller #2  | Vote            | %               |
| ------------------------ | --------------- | --------------- |
| André Bélanger (Sortant) | Sans opposition | Sans opposition |

| Candidats conseiller #3 | Vote            | %               |
| ----------------------- | --------------- | --------------- |
| Denis Morin (Sortant)   | Sans opposition | Sans opposition |

| Candidats conseiller #4 | Vote            | %               |
| ----------------------- | --------------- | --------------- |
| Philip Lapalme          | Sans opposition | Sans opposition |

| Candidats conseiller #5 | Vote            | %               |
| ----------------------- | --------------- | --------------- |
| Paul Le Sage (Sortant)  | Sans opposition | Sans opposition |

| Candidats conseiller #6   | Vote            | %               |
| ------------------------- | --------------- | --------------- |
| Louise Chénier (Sortante) | Sans opposition | Sans opposition |

- Élection partielle au poste de maire et de conseiller #3, #4 et #5.
  - Organisée en raison de la démission du maire Claude Pilon pour des raisons personnelles[9].
  - Élection de Philip Lapalme au poste de maire et d'Elizabeth Tomaras, Martine André et Marc Lafontaine le 13 décembre 2020 et après plusieurs reports de l'élection partielle[9].

| Candidats pour la mairie                  | Vote | %    |
| ----------------------------------------- | ---- | ---- |
| Philip Lapalme (Sortant d'un autre poste) | 234  | 42,2 |
| Michel Boisvert                           | 190  | 34,3 |
| Mario Tremblay                            | 134  | 23,5 |

## L'Île-Cadieux
| Partis                         | Partis                 | Candidats pour la mairie                 | Vote | %     |
| ------------------------------ | ---------------------- | ---------------------------------------- | ---- | ----- |
|                                | Équipe Daniel Martel   | Daniel Martel (Sortant d'un autre poste) | 76   | 80,85 |
|                                | Citoyens pour l'avenir | Robert Taylor                            | 18   | 19,15 |
| Taux de participation : 81,2 % |                        |                                          |      |       |

| Partis | Partis                 | Candidats conseiller #1   | Vote | %     |
| ------ | ---------------------- | ------------------------- | ---- | ----- |
|        | Équipe Daniel Martel   | Martin Charland (Sortant) | 70   | 74,47 |
|        | Citoyens pour l'avenir | Yves Noel                 | 24   | 25,53 |

| Partis | Partis                 | Candidats conseiller #2 | Vote | %     |
| ------ | ---------------------- | ----------------------- | ---- | ----- |
|        | Équipe Daniel Martel   | Odette Lapierre         | 54   | 57,45 |
|        | Indépendant            | Jennifer Buttars        | 27   | 28,72 |
|        | Citoyens pour l'avenir | Tania-Rose Guimond      | 13   | 13,83 |

| Partis | Partis                 | Candidats conseiller #3 | Vote | %     |
| ------ | ---------------------- | ----------------------- | ---- | ----- |
|        | Équipe Daniel Martel   | Jacques Dauphin         | 76   | 80,85 |
|        | Citoyens pour l'avenir | Réal Gagnon             | 18   | 19,15 |

| Partis | Partis                 | Candidats conseiller #4 | Vote | %     |
| ------ | ---------------------- | ----------------------- | ---- | ----- |
|        | Équipe Daniel Martel   | Brian Falus (Sortant)   | 80   | 84,21 |
|        | Citoyens pour l'avenir | Charles Benoualid       | 15   | 15,79 |

## Hudson
| Candidats pour la mairie       | Vote  | %     |
| ------------------------------ | ----- | ----- |
| Jamie Nicholls                 | 1 788 | 73,64 |
| William Nash                   | 507   | 20,88 |
| Joseph H. Eletr                | 133   | 5,48  |
| Taux de participation : 57,4 % |       |       |

| Candidats district Como (1) | Vote            | %               |
| --------------------------- | --------------- | --------------- |
| Helen Kurgansky             | Sans opposition | Sans opposition |

| Candidats district Hudson Est (2) | Vote | %     |
| --------------------------------- | ---- | ----- |
| Austin Rikley-Krindle             | 211  | 54,66 |
| Cynthia Massa                     | 156  | 40,41 |
| June Brickwood-Sandwell           | 19   | 4,92  |

| Candidats district Hudson Centre (3) | Vote | %     |
| ------------------------------------ | ---- | ----- |
| Chloe Hutchison                      | 187  | 54,20 |
| Nicole Durand (Sortante)             | 158  | 45,80 |

| Candidats district Fairhaven (4) | Vote | %     |
| -------------------------------- | ---- | ----- |
| Barbara Robinson (Sortante)      | 217  | 61,55 |
| Christine Redfern                | 135  | 38,35 |

| Candidats district Heights Est (5) | Vote | %     |
| ---------------------------------- | ---- | ----- |
| Jim Duff                           | 378  | 71,32 |
| Blair Mackay                       | 152  | 28,68 |

| Candidats district Ouest (6) | Vote | %     |
| ---------------------------- | ---- | ----- |
| Daren Legault                | 234  | 53,18 |
| Miriam Tabori                | 206  | 46,82 |

- Démission de Chloe Hutchison, conseillère district Centre (#3), ^pour raisons personnelles le 4 février 2020[10].

## Saint-Lazare
| Candidats pour la mairie                  | Vote  | %     |
| ----------------------------------------- | ----- | ----- |
| Robert Grimaudo (Sortant)                 | 2 058 | 37,82 |
| Lise Jolicœur (Sortante d'un autre poste) | 1 855 | 34,09 |
| Michel Lambert                            | 1 528 | 28,08 |
| Taux de participation : 37,4 %            |       |       |

| Candidats district #1 | Vote | %     |
| --------------------- | ---- | ----- |
| Geneviève Lachance    | 463  | 55,12 |
| David Hill            | 377  | 44,88 |

| Candidats district #2       | Vote | %     |
| --------------------------- | ---- | ----- |
| Pamela Tremblay (Sortante)  | 372  | 44,77 |
| Dominique Pialoux-Charrière | 321  | 38,63 |
| Herbert Haunstetter         | 138  | 16,61 |

| Candidats district #3 | Vote | %     |
| --------------------- | ---- | ----- |
| Martin Couture        | 551  | 62,19 |
| Sonny Pellicciotti    | 184  | 20,77 |
| Constantinos Markakis | 151  | 17,04 |

| Candidats district #4         | Vote | %     |
| ----------------------------- | ---- | ----- |
| Michel Poitras                | 552  | 50,92 |
| Marc-André Esculier (Sortant) | 532  | 49,08 |

| Candidats district #5 | Vote | %     |
| --------------------- | ---- | ----- |
| Richard Chartrand     | 641  | 71,46 |
| Serge David (Sortant) | 256  | 28,54 |

| Candidats district #6   | Vote | %     |
| ----------------------- | ---- | ----- |
| Brian Trainor           | 716  | 80,00 |
| Richard Nataf (Sortant) | 179  | 20,00 |

- Élections partielles aux postes de conseillers des districts #2 et #3 le 9 juin 2019[11].
  - Organisées en raison des démissions des conseillers Martin Couture et Pamela Tremblay (16 avril 2019) en raison du climat de travail malsain régnant au conseil municipal[11].
  - Pierre Casavant et Benoît Tremblay deviennent respectivement conseiller des districts #2 et #3[12].

- Démission du conseiller #3, Benoît Tremblay, en février 2020[13],[14].
  - Élection partielle reportée et annulée en raison de la pandémie de COVID-19 et après demande de la ville[14].

## Sainte-Marthe
| Partis                         | Partis                | Candidats pour la mairie                  | Vote | %     |
| ------------------------------ | --------------------- | ----------------------------------------- | ---- | ----- |
|                                | Équipe François Pleau | François Pleau (Sortant d'un autre poste) | 366  | 68,41 |
|                                | Indépendant           | Myriam Chagal                             | 169  | 31,59 |
| Taux de participation : 61,1 % |                       |                                           |      |       |

| Partis | Partis                | Candidats conseiller #1 | Vote | %     |
| ------ | --------------------- | ----------------------- | ---- | ----- |
|        | Équipe François Pleau | Jacqueline Lavergne     | 339  | 63,25 |
|        | Indépendant           | Sébastien Legros        | 197  | 36,75 |

| Partis | Partis                | Candidats conseiller #2 | Vote            | %               |
| ------ | --------------------- | ----------------------- | --------------- | --------------- |
|        | Équipe François Pleau | Claude Gravel (Sortant) | Sans opposition | Sans opposition |

| Partis | Partis                | Candidats conseiller #3 | Vote            | %               |
| ------ | --------------------- | ----------------------- | --------------- | --------------- |
|        | Équipe François Pleau | Carl Verreault          | Sans opposition | Sans opposition |

| Partis | Partis                | Candidats conseiller #4 | Vote | %     |
| ------ | --------------------- | ----------------------- | ---- | ----- |
|        | Équipe François Pleau | Carl Dupras             | 345  | 64,37 |
|        | Indépendant           | Caroline Thivierge      | 191  | 35,63 |

| Partis | Partis                | Candidats conseiller #5        | Vote | %     |
| ------ | --------------------- | ------------------------------ | ---- | ----- |
|        | Équipe François Pleau | Gilbert Séguin (Sortant)       | 367  | 68,73 |
|        | Indépendant           | Marie Céline Campbell-Cossette | 167  | 31,27 |

| Partis | Partis                | Candidats conseiller #6   | Vote | %     |
| ------ | --------------------- | ------------------------- | ---- | ----- |
|        | Équipe François Pleau | Jinny Brunelle (Sortante) | 341  | 64,10 |
|        | Indépendant           | Natalie Théorêt           | 191  | 35,90 |

## Sainte-Justine-de-Newton
| Candidats pour la mairie                | Vote            | %               |
| --------------------------------------- | --------------- | --------------- |
| Denis Ranger (Sortant d'un autre poste) | Sans opposition | Sans opposition |

| Candidats conseiller #1 | Vote            | %               |
| ----------------------- | --------------- | --------------- |
| Denis Pouliot (Sortant) | Sans opposition | Sans opposition |

| Candidats conseiller #2 | Vote            | %               |
| ----------------------- | --------------- | --------------- |
| Maryse Lanthier         | Sans opposition | Sans opposition |

| Candidats conseiller #3 | Vote            | %               |
| ----------------------- | --------------- | --------------- |
| Danic Thauvette         | Sans opposition | Sans opposition |

| Candidats conseiller #4 | Vote            | %               |
| ----------------------- | --------------- | --------------- |
| Éric Dufresne (Sortant) | Sans opposition | Sans opposition |

| Candidats conseiller #5 | Vote            | %               |
| ----------------------- | --------------- | --------------- |
| Shawn Campbell          | Sans opposition | Sans opposition |

| Candidats conseiller #6 | Vote            | %               |
| ----------------------- | --------------- | --------------- |
| Patricia Domingos       | Sans opposition | Sans opposition |

- Patricia Domingos, conseillère #6 et ancienne mairesse, quitte son poste en cours de mandat.

- Démission du conseiller #3 Danic Thauvette le 13 avril 2021 en raison d'un désaccord avec le maire à propos d'un de zonage[15]

## Très-Saint-Rédempteur
| Candidats pour la mairie                  | Vote | %     |
| ----------------------------------------- | ---- | ----- |
| Julie Lemieux (Sortante d'un autre poste) | 235  | 48,06 |
| Louise Blais                              | 141  | 28,83 |
| Jean Lalonde (Sortant)                    | 113  | 23,11 |
| Taux de participation : 70,0 %            |      |       |

| Candidats conseiller #1 | Vote | %     |
| ----------------------- | ---- | ----- |
| Steven Strong-Gallant   | 263  | 54,45 |
| Paul Cozens (Sortant)   | 220  | 45,55 |

| Candidats conseiller #2 | Vote | %     |
| ----------------------- | ---- | ----- |
| Isabelle Paré           | 299  | 62,82 |
| Gérard Beauclair        | 177  | 37,18 |

| Candidats conseiller #3 | Vote | %     |
| ----------------------- | ---- | ----- |
| Réjean Sauvé            | 316  | 64,89 |
| Aline Vezaine           | 171  | 35,11 |

| Candidats conseiller #4 | Vote            | %               |
| ----------------------- | --------------- | --------------- |
| Aline Nault             | Sans opposition | Sans opposition |

| Candidats conseiller #5   | Vote            | %               |
| ------------------------- | --------------- | --------------- |
| Alexandre Zalac (Sortant) | Sans opposition | Sans opposition |

| Candidats conseiller #6  | Vote | %     |
| ------------------------ | ---- | ----- |
| Willy Mouzon             | 285  | 60,00 |
| Mario Cardinal (Sortant) | 190  | 40,00 |

## Rigaud
| Candidats pour la mairie       | Vote  | %     |
| ------------------------------ | ----- | ----- |
| Hans Gruenwald Jr. (Sortant)   | 1 725 | 70,67 |
| Jeannine Landry                | 716   | 29,33 |
| Taux de participation : 40,7 % |       |       |

| Candidats District 1  | Vote | %     |
| --------------------- | ---- | ----- |
| Marie-Claude Frigault | 184  | 35,94 |
| Charles Boucher       | 179  | 34,96 |
| Yves Pelletier        | 149  | 29,10 |

| Candidats District 2    | Vote            | %               |
| ----------------------- | --------------- | --------------- |
| Archie Martin (Sortant) | Sans opposition | Sans opposition |

| Candidats District 3       | Vote | %     |
| -------------------------- | ---- | ----- |
| Edith de Haerne (Sortante) | 268  | 61,61 |
| André Liboiron             | 167  | 38,39 |

| Candidats District 4    | Vote | %     |
| ----------------------- | ---- | ----- |
| André Boucher (Sortant) | 219  | 52,27 |
| François Lavigne        | 200  | 47,73 |

| Candidats District 5    | Vote            | %               |
| ----------------------- | --------------- | --------------- |
| Danny Lalonde (Sortant) | Sans opposition | Sans opposition |

| Candidats District 2     | Vote            | %               |
| ------------------------ | --------------- | --------------- |
| Mario Gauthier (Sortant) | Sans opposition | Sans opposition |

## Pointe-Fortune
| Candidats pour la mairie    | Vote            | %               |
| --------------------------- | --------------- | --------------- |
| François Bélanger (Sortant) | Sans opposition | Sans opposition |

| Candidats conseiller #1 | Vote | % |
| ----------------------- | ---- | - |
| Aucune candidature      |      |   |

| Candidats conseiller #2 | Vote | % |
| ----------------------- | ---- | - |
| Aucune candidature      |      |   |

| Candidats conseiller #3         | Vote            | %               |
| ------------------------------- | --------------- | --------------- |
| Christiane Berniquez (Sortante) | Sans opposition | Sans opposition |

| Candidats conseiller #4 | Vote            | %               |
| ----------------------- | --------------- | --------------- |
| Guylaine Charlebois     | Sans opposition | Sans opposition |

| Candidats conseiller #5    | Vote            | %               |
| -------------------------- | --------------- | --------------- |
| Gilles Deschamps (Sortant) | Sans opposition | Sans opposition |

| Candidats conseiller #6 | Vote            | %               |
| ----------------------- | --------------- | --------------- |
| Kenneth Flack           | Sans opposition | Sans opposition |